# Oxaliplatin
Oxaliplatin ist ein zytostatisch wirksamer Arzneistoff aus der Gruppe der Platin-Derivate. Es ist in Kombination mit 5-Fluoruracil (5-FU) und Folinsäure (FS) zur Therapie des kolorektalen Karzinoms zugelassen (FOLFOX-Schema). Oxaliplatin ist eine antineoplastische Substanz und gehört zu einer neuen Klasse von Platinkomplexen, bei denen das Platinion mit einem 1,2-Diaminocyclohexan-Liganden (kurz DACH-Ligand) und einem Oxalation komplexiert ist. Oxaliplatin ist ein reines Enantiomer, das cis-[oxalato(trans-L-1,2-Diaminocyclohexan)platin].

## Pharmakologie

### Wirksamkeit
Die Wirksamkeit der Kombinationstherapie aus Oxaliplatin mit 5-Fluoruracil/Folinsäure (5-FU/FS) ist in zahlreichen Studien belegt. Oxaliplatin ist in allen Leitlinien zur Therapie des kolorektalen Karzinoms für die jeweiligen Indikationsgebiete mit höchster Empfehlungsstufe enthalten. Aktuelle Studien deuten darauf hin, dass eine zusätzliche Kombination mit dem monoklonalen Antikörper Bevacizumab oder Panitumumab die Überlebensraten weiter deutlich verbessern kann.

### Anwendung
Oxaliplatin wird in Kombination mit 5-Fluorouracil und Folinsäure angewendet und ist zugelassen bei Erwachsenen
- zur adjuvanten Behandlung eines Kolonkarzinoms des Stadiums III (Dukes C) nach vollständiger Entfernung des primären Tumors,
- zur Behandlung des metastasierenden kolorektalen Karzinoms.

Eine übliche Kombination ist das FOLFOX4-Schema mit einer Oxaliplatin-Infusion am ersten Tag und anschließender Dauerinfusion von 5-Fluoruracil über zwei Tage.

### Wirkmechanismus
Oxaliplatin bewirkt, dass im Körper entstehende Stoffwechselprodukte, ähnlich wie bei Cis- oder Carboplatin, mit der DNA interagieren und Quervernetzungen in und zwischen den DNA-Strängen bilden. Der 1,2-Diaminocyclohexan-Ligand (DACH-Ligand) beeinflusst die Fähigkeit der Zelle, DNA-Platin-Addukte zu tolerieren. Hierauf beruht der Unterschied in der Wirkung von Oxaliplatin und Cis-/Carboplatin. Die DACH-Platin-Addukte, die aus Oxaliplatin gebildet werden, hemmen die DNA-Synthese stärker als die Cis-Diamino-Platin-Addukte, die aus Cis- und Carboplatin gebildet werden.

### Nebenwirkungen
Die häufigsten Nebenwirkungen von Oxaliplatin in Kombination mit 5-Fluorouracil und Folinsäure sind Durchfall, Übelkeit, Erbrechen und Entzündungen der Schleimhäute, Veränderungen des Blutbilds und periphere-sensorische Neuropathie(n) (neurologische Missempfindungen). Letztere ist häufig dosislimitierend.

## Entwicklung
- 1996 – Zulassung von Oxaliplatin zur Second Line-Behandlung bei metastasiertem Darmkrebs in Frankreich
- 1998 – Zulassungserweiterung auch für die First Line-Therapie
- 1999 – Zulassung von Oxaliplatin für die First Line-Therapie im Rahmen des gegenseitigen Anerkennungsverfahrens in Deutschland und den anderen europäischen Ländern
- 2002 – Zulassung von Oxaliplatin zur Second Line-Behandlung bei fortgeschrittenem kolorektalen Karzinom in den USA durch die FDA
- 2004 – Zulassungserweiterungen auch für die First Line Therapie in den USA und zur adjuvanten Behandlung des Kolonkarzinoms im Frühstadium in Europa

## Handelsnamen
Monopräparate
Bendaplatin (D), Croloxat (D), Eloxatin (D, A, CH), Medoxa (D), diverse Generika (D, A)